# Bernard Tchoullouyan
Bernard Tchoullouyan (Marsella, 12 de abril de 1953-7 de enero de 2019) fue un deportista francés que compitió en judo.
Participó en los Juegos Olímpicos de Moscú 1980, obteniendo una medalla de bronce en la categoría de –78 kg. Ganó dos medallas en el Campeonato Mundial de Judo en los años 1979 y 1981, y cinco medallas en el Campeonato Europeo de Judo entre los años 1977 y 1982.

## Palmarés internacional
| Juegos Olímpicos   | Juegos Olímpicos          | Juegos Olímpicos  | Juegos Olímpicos |
| Año                | Lugar                     | Medalla           | Categoría        |
| ------------------ | ------------------------- | ----------------- | ---------------- |
| 1980               | Moscú ( URSS)             | Medalla de bronce | –78 kg           |
| Campeonato Mundial |                           |                   |                  |
| Año                | Lugar                     | Medalla           | Categoría        |
| 1979               | París (Francia)           | Medalla de plata  | –78 kg           |
| 1981               | Maastricht (Países Bajos) | Medalla de oro    | –86 kg           |
| Campeonato Europeo |                           |                   |                  |
| Año                | Lugar                     | Medalla           | Categoría        |
| 1977               | Ludwigshafen (RFA)        | Medalla de bronce | –78 kg           |
| 1978               | Helsinki (Finlandia)      | Medalla de bronce | –78 kg           |
| 1980               | Viena (Austria)           | Medalla de bronce | –78 kg           |
| 1981               | Debrecen (Hungría)        | Medalla de plata  | –86 kg           |
| 1982               | Rostock (RDA)             | Medalla de bronce | –86 kg           |